# Catedral de San Francisco Javier (Adelaida)
Este artículo habla sobre la Catedral Católica, para ver la otra catedral véase Catedral de San Pedro de Adelaida
La Catedral de San Francisco Javier (Saint Francis Xavier's Cathedral en inglés), en Adelaida, Australia del Sur es la catedral católica de Adelaida y sede de la Arquidiócesis de Adelaida. Se clasifica como edificio neogótico al estilo inglés. La torre se eleva a 36 metros de altura y tiene 56,5 m de largo y 29,5 m de ancho en sentido horizontal. La primera piedra fue colocada en 1856, y la construcción de la torre comenzó en 1887. Sin embargo, no se completó hasta 1996.

## Historia
En 1838, dos años después de la proclamación de Australia Meridional, un anuncio se puso para organizar las reuniones religiosas de los católicos del sur de Australia. La primera misa fue celebrada en una casa en la Terraza de Oriente en 1840. En 1845, una escuela primaria católica fue creada, y se utiliza como centro religioso para los católicos, hasta que la primera piedra de una catedral fue colocada en 1851 por un diseño de Richard Lambeth. Sin embargo, con la fiebre del oro en Victoria, Lambeth se va junto con muchos de la población, sin dejar los planos, y con la comunidad en la depresión económica.
La primera piedra, se colocó el 17 de marzo de 1856 por el vicario general Padre Michael Ryan, con la primera parte de la catedral consagrada el 11 de julio de 1858. Se extendió en primer lugar cuando se inició la construcción del extremo sur de la catedral, incluyendo el santuario, la capilla de la Virgen y la sacristía, en enero de 1859. Con una prórroga la construcción terminó el año siguiente, en noviembre de 1860. Con un mayor crecimiento en la población de Adelaida, una nueva prórroga era necesaria para que cupieran más fieles. En noviembre de 1886, el obispo Reynolds puso la primera piedra de una extensión en el lado oriental para un aforo de 200 personas más, además de nuevas sacristías y confesionarios. Estos se completaron en agosto del año siguiente. En 1904, el alumbrado eléctrico se introdujo. La Catedral se amplió de nuevo en 1923, con extensiones en la nave occidental y el extremo norte de la torre del campanario, y fue inaugurada en abril de 1926 por el arzobispo Spence. La piedra angular de la actual torre del campanario fue colocada en 1887, y aunque la parte inferior se construyó entre 1923 y 1926, no se completó hasta 1996, 109 años después de que la construcción de la torre comenzara. La campana utilizada en la torre es la Campana de Murphy de 1867, rodeado por trece campanas, instaladas en 1996, siete de ellos con campanas de 1881 y anteriormente de la Catedral de Santa María de Sídney.

## Características

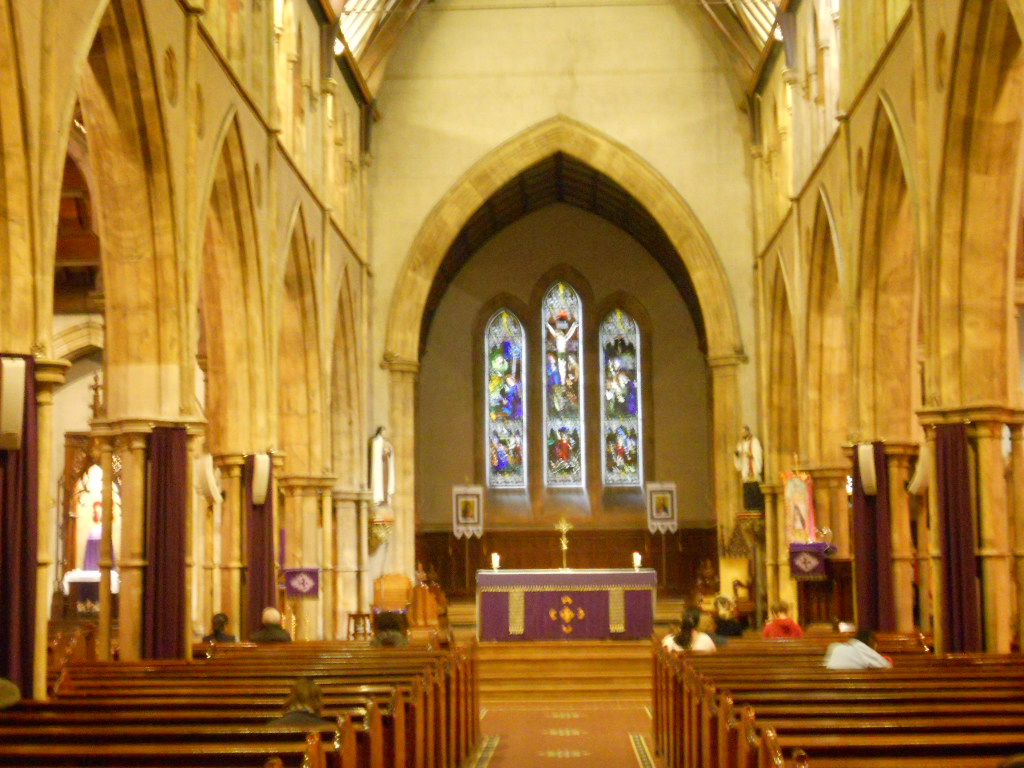
Interior de la Catedral

Ubicado en la esquina noroeste hay una estatua de San Juan Bautista, que fue tallada en la Toscana en 1925 y cuenta con una foto del bautismo de Jesús. El Altar de Nuestra Señora, situada en el suroeste, está hecho de mármol de Carrara con paneles insertados de lapislázuli, y fue dedicado en 1954. Estatuas de bronce de José y Jesús y la huida a Egipto, también se representan en el lado occidental de la catedral. En la parte frontal de la catedral, el extremo sur, se encuentran ventanas ojivales con imágenes de San Patricio y San Lorenzo, así como representaciones de la vida de María y Jesús. El lado oriental de la Catedral cuenta con una estatua de San Patricio, patrono de la archidiócesis de Adelaida, con símbolos celtas frecuente en los alrededores.
La Catedral ha contado con tres órganos a lo largo de su historia. El primero se puso en marcha en 1869 por Johann Wolff, con dos pedales y un teclado. Fue sustituido en 1926 por otro con dos teclados, que fue reconstruido posteriormente en 1954.

## Servicios
La catedral está abierta todos los días desde mañana hasta la tarde, con la misa celebrada tres veces al día. La catedral también mantiene un coro.